# Léo Rispal
Leo Ange Rispal, né le 3 août 2000 à  Saint-Priest-en-Jarez (Loire) est un auteur-compositeur-interprète français.

## Biographie

### AvantL'École des stars
Leo Rispal se passionne pour la musique dès l'âge de 6 ans. Le déclic a lieu lorsqu'il visionne le film musical Le Magicien d'Oz avec Judy Garland. Il rejoint alors la troupe Amicalement Vôtre de l'Amicale Laïque de Roanne où il pratique le théâtre et le chant.

### DeL'École des starsau singleLe même que moi
Leo Rispal est repéré en 2009 lors de sa participation à la deuxième saison du télécrochet L'École des stars sur la chaîne de télévision française Direct 8. Il participe au casting dans la ville de Montélimar, où il se qualifie parmi plusieurs milliers de candidats.
Lors du 4e épisode (quart de finale), il retient l'attention du jury avec les titres :
- Over the rainbow de Judy Garland.
- Le Manège de Stanislas.

Lors de la demi-finale il reprend :
- Mon amie la rose de Françoise Hardy.
- Perhaps, perhaps, perhaps de Doris Day.

Il remporte la finale avec les titres suivants :
- Le temps qui court d'Alain Chamfort.
- Heart of Glass de Blondie[5].

Parmi ses adversaires, on notera la présence de Louane Emera, elle aussi parvenue jusqu'en finale.
Sa victoire dans cette émission lui ouvre des portes. Ainsi on le retrouve les deux années suivantes dans Le Grand Show des enfants (deux émissions diffusées le 30 octobre 2010 et le 30 avril 2011 sur TF1). Avec la troupe du Grand Show des enfants, Leo fait aussi une apparition le 25 décembre 2010 sur TF1 dans l'émission Les 500 choristes fêtent Noël.
Dans le même temps Gary Fico prend contact avec Léo. C'est le début d'une collaboration qui débouche en janvier 2011 sur la sortie du single et du clip Le Même que moi. Ce titre est largement diffusé en radio. Les ventes sont significatives : en France le titre atteint la 18e place dans les charts où il reste présent 18 semaines,, en Belgique il atteint la seconde place.
Pour faire la promotion de ce titre Gary Fico et Leo Rispal sont invités dans plusieurs émissions de radio (sur NRJ dans Le 6/9, dans l'émission de Cauet, ou encore en Belgique) ainsi qu'à la télévision (Kids 20 sur Télétoon). Ils participent aussi à plusieurs concerts (M6 Music Live, Scoop Live, Scoop Music Tour,, concert FDJ à Bordeaux).

### Pop's Cool et les débuts en solo
En 2012 Leo Rispal intègre le groupe Pop's Cool dans le cadre de la série télévisée du même nom. Dans cette série de douze épisodes, diffusée sur Canal J puis sur Gulli, on suit un groupe d'adolescents lors de la préparation d'un album et de l'enregistrement d'un clip,. La série se termine par un concert à La Cigale, diffusé le soir de Noël sur Canal J.
Avec le groupe Pop's Cool Léo chante à Kidexpo (en préparation du concert à La Cigale), mais aussi pour la Journée de la Terre à Nantes (le concert est diffusé en direct sur le site web de Gulli).
L'année suivante les Pop's Cool enregistrent Le monde est là, un clip filmé en studio qui sera utilisé par Gulli pour faire la promotion du film Tad l'explorateur : À la recherche de la cité perdue.
En 2012 Leo Rispal fait ses débuts en solo. Le 30 juillet 2012, il sort un premier single : J'veux du soleil, une reprise du groupe Au P'tit Bonheur,. Le 6 décembre 2012, il sort un EP de 4 titres, simplement intitulé Leo Rispal - EP. Leo Rispal chante par la suite plusieurs titres de son EP à la télévision : J'veux du soleil lors du concert des Pop's Cool à La Cigale le 3 novembre 2012, Last Christmas, une reprise de Wham!, dans Noël sous les étoiles sur France 3 le 21 décembre 2012, puis Andy Warhol dans Chabada spécial fête des mères à nouveau sur France 3 le 26 février 2013. Ce dernier titre n'est pas une reprise, il a été composé spécialement pour le jeune chanteur par Marc Pinon.

### Rising Star
Le 25 septembre 2014 Léo Rispal participe à l'émission Rising Star. C'est sa seconde apparition dans un télé-crochet. Alors âgé de 14 ans, il est en compétition avec des adultes. Lors des épreuves de qualification il parvient à faire lever le mur avec 90 % de votes positifs (contre 70 % requis pour se qualifier), mais il perd l'épreuve des duels face à Larry Lynch.
En 2018, il entre à Sciences Po Lyon[réf. nécessaire].

### L'auteur-compositeur-interprète
Désormais auteur-compositeur-interprète, Leo Rispal commence à dévoiler son propre univers en parallèle de ses études.
Le 10 juin 2022, Leo Rispal fait son retour après 10 ans d'absence, en tant qu'artiste indépendant, avec le single Team, qu'il a lui-même écrit et composé. Les sonorités hip-hop et l'interprétation à la fois rappé et chanté le présentent sous un nouveau jour.
Le 2 décembre 2022, il dévoile Home, une ballade pop intimiste où il aborde le thème de l'absence, accompagné d'un piano et de cordes.
Le 29 juillet 2025 il annonce sur son compte Instagram changer de nom en "Léo Ange Music".

## Discographie

### Albums
- 2012 : Pop's Cool
- 2012 : Léo Rispal - EP (Last Christmas, Andy Warhol, J'veux du soleil, 1, 2, 3)
- 2024 : Off my chest - EP (Wait for me, Home, You, Team, B&S)[33]

### Singles
- 2011 : Le Même que moi (Gary Fico avec Léo Rispal) - atteignant la 18e place sur le Singles Chart français[34]
- 2011 : Le même que moi (feat. Leo Rispal) - EP (EP comprenant des remixes et une version acoustique du single Le même que moi)
- 2012 : Bouge de là (avec le groupe Pop's Cool)
- 2012 : That's the way (avec le groupe Pop's Cool)
- 2012 : J'veux du soleil
- 2013 : Le monde est là - BO du film Tad l'explorateur (avec le groupe Pop's Cool)
- 2022 : Team
- 2022 : Home
- 2023 : B&S (Beautiful & Sweet)
- 2024 : Attends-moi